# Muntanyes Kandil
Les Muntanyes Kandil són un grup de muntanyes al nord de l'Iraq prop de la frontera entre l'Iraq i l'Iran, i aproximadament a 50 km al sud del trifini entre Turquia, l'Iraq i l'Iran. La regió pertany a la cadena muntanyosa del Zagros i és de difícil accés. Els seus cims més alts arriben als 3.000 metres o més.
El territori és conegut com a santuari per al Partit dels Treballadors del Kurdistan. Aquesta organització controla una àrea d'uns 50 km², que ha estat bombardejada per la Força Aèria Turca i per l'artilleria iraniana durant diversos anys.